# Freddy Quinn
Freddy Quinn, původním jménem Franz Eugen Helmut Manfred Nidl (* 27. září 1931 Vídeň), je rakouský zpěvák a herec, populární zvláště v 50. a 60. letech 20. století. Byl představitelem tzv. schlager musik.

## Život
Narodil se v Dolním Rakousku a vyrůstal ve Vídni. Pak žil s otcem v Morgantownu v Západní Virginii v USA, ale po rozchodu rodičů se přestěhoval s matkou zpět do Vídně. Druhým manželstvím jeho matky s Rudolfem Anatolem Freiherrem von Petzem získal jméno Nidl-Petz. Na konci druhé světové války, ve svých 14 letech, odešel z domova, aby se setkal s americkými vojáky v západních Čechách. Vmísil se mezi vojáky a díky své plynulé angličtině s americkým přízvukem se mu podařilo předstírat, že má americkou státní příslušnost a v květnu 1945 byl poslán do USA s výpravou vojenských navrátilců. Cílem tohoto zvláštního útěku z Evropy bylo znovu se setkat s pravým otcem. Na Ellis Islandu, kam byl po odhalení své identity poslán, s mnoha jinými migranty, se však dozvěděl, že jeho otec už v roce 1943 zemřel při autonehodě.
Poté byl okamžitě poslán zpět do Evropy. Než se však vrátil k matce do Vídně, na celý rok uvízl v Antverpách v dětském domově. Naučil se zde francouzsky a nizozemsky. Ani po návratu k matce ho však neklidná povaha neopustila. Začal se toulat po jižní Evropě a severní Africe. Nakonec se usadil v Německu, ve čtvrti St. Pauli v Hamburku. Zde začal vystupovat jako zpěvák. V roce 1954 získal první nahrávací smlouvu. Roku 1956 reprezentoval Německo v prvním ročníku Eurovize, který se konal v Luganu. Vystoupil zde s písní „So geht das jede Nacht“, která pojednává o nevěrné dívce. Většina jeho dalších písní je o Hamburku, nekonečném moři a osamělém životě v odlehlých zemích („Heimweh“, „Brennend heißer Wüstensand“, „Dort wo die Blumen blüh'n“, „Schön war die Zeit“, „Die Gitarre und das Meer“, „Unter fremden Sternen“, „Irgendwann gibt's ein Wiedersehn“, „La Paloma“, „Junge, komm bald wieder“, „Vergangen, vergessen, vorueber“ a další).
V 50. a 60. letech natočil řadu filmů, v nichž ztvárňoval titulní postavu námořníka Freddyho. Občas též vystupoval na divadle a dokonce v cirkuse s akrobatickými čísly. V 70. letech jeho sláva pohasla. Prodal 60 milionů desek a získal 17 zlatých desek. Stále žije v Hamburku.